# Flávia Arruda
Pour les articles homonymes, voir Arruda.
Flávia Arruda, née le 21 janvier 1980 à Taguatinga (District fédéral), est une femme politique brésilienne. Elle est secrétaire du gouvernement entre 2021 et 2022, sous la présidence de Jair Bolsonaro.

## Biographie
Flávia Arruda entame des études à l'université catholique de Brasilia, sans les terminer. Elle travaille ensuite un certain temps à Taguatinga, avant d'ouvrir une école à Recanto das Emas. Mariée à l'ancien gouverneur José Roberto Arruda, elle est mère de deux filles.
Sollicitée par le réseau télévisé Rede Bandeirantes, elle a présenté l'émission Nossa Gente, consacrée à des projets sociaux. Quelques années plus tard, elle déménage à São Paulo, où elle présente des programmes météo.
En 2019, elle obtient un bachelor's degree en droit à l'Euroamerican Universitary Center. La même année, elle est élue députée. En 2021, elle est élue présidente du comité mixte de la planification, du budget public et du contrôle au Congrès national.
Fin mars 2021, elle est nommée secrétaire du gouvernement à la suite d'un remaniement ministériel. Issue du Centrão, « groupe informel de parlementaires centristes qui monnaient leur soutien en échange de postes importants », elle à la charge de dialoguer avec le Parlement. Elle est seulement la troisième femme nommée à un poste ministériel depuis le début du mandat du président Jair Bolsonaro.